# Grand Prix alpin 1997
Navigation
1998
Le Grand Prix alpin 1997 est la première édition du Grand Prix alpin, compétition internationale de courses en montagne.

## Règlement
Le calcul est identique dans les catégories féminines et masculines. Le score final cumule les points de toutes les épreuves.
| Classement | 1er | 2e | 3e | 4e | 5e | 6e | 7e | 8e | 9e | 10e | 11e | 12e | 13e | 14e | 15e | 16e | 17e | 18e | 19e | 20e | 21e | 22e | 33e | 24e | 25e | 26e | 27e | 28e | 29e | 30e |
| ---------- | --- | -- | -- | -- | -- | -- | -- | -- | -- | --- | --- | --- | --- | --- | --- | --- | --- | --- | --- | --- | --- | --- | --- | --- | --- | --- | --- | --- | --- | --- |
| Points     | 100 | 80 | 60 | 50 | 45 | 40 | 36 | 32 | 29 | 26  | 24  | 22  | 20  | 18  | 16  | 15  | 14  | 13  | 12  | 11  | 10  | 9   | 8   | 7   | 6   | 5   | 4   | 3   | 2   | 1   |

## Programme
Le calendrier se compose de trois courses.
| Nom de la course                | Distance | Dénivelé | Pays      | Date              |
| ------------------------------- | -------- | -------- | --------- | ----------------- |
| Course de montagne du Danis     | 10,4 km  | +536 m   | Suisse    | 13 juillet 1997   |
| Course de Schlickeralm          | 11,2 km  | +1 270 m | Autriche  | 17 août 1997      |
| Course de montagne du Hochfelln | 8,9 km   | +1 074 m | Allemagne | 28 septembre 1997 |

## Résultats

### Hommes
Le Britannique Richard Findlow remporte la course de montagne du Danis devant Jan Bláha et Helmut Schmuck. Helmut Schmuck s'impose ensuite à domicile à la course de Schlickeralm. Le podium est complété par Richard Findlow et le Néo-Zélandais Aaron Strong. L'Autrichien Schmuck conclut la saison avec la victoire au Hochfelln et remporte le Grand Prix. Richard Findlow se classe deuxième.
| Course                          | Vainqueur       | Deuxième        | Troisième      |
| ------------------------------- | --------------- | --------------- | -------------- |
| Course de montagne du Danis     | Richard Findlow | Jan Bláha       | Helmut Schmuck |
| Course de Schlickeralm          | Helmut Schmuck  | Richard Findlow | Aaron Strong   |
| Course de montagne du Hochfelln | Helmut Schmuck  | Jan Bláha       |                |

### Femmes
La course de montagne du Danis est remportée par Janina Saxer-Juszko. Elle devance Anne Buckley et Gudrun Pflüger. La Suissesse Saxer-Juszko continue sa bonne saison avec la victoire à Schlickeralm. Franziska Krösbacker et Carolina Reiber complètent le podium. Janina Saxer-Juszko s'impose à la course de montagne du Hochfelln et remporte le Grand Prix avec une saison parfaite.
| Course                          | Vainqueur           | Deuxième             | Troisième       |
| ------------------------------- | ------------------- | -------------------- | --------------- |
| Course de montagne du Danis     | Janina Saxer-Juszko | Anne Buckley         | Gudrun Pflüger  |
| Course de Schlickeralm          | Janina Saxer-Juszko | Franziska Krösbacher | Carolina Reiber |
| Course de montagne du Hochfelln | Janina Saxer-Juszko | Anne Buckley         |                 |

## Classements
| Rang          | Nom             | Course 1 | Course 2 | Course 3 | Points |
| ------------- | --------------- | -------- | -------- | -------- | ------ |
| Médaille d'or | Helmut Schmuck  | 60       | 100      | 100      | 260    |
| 2             | Richard Findlow | 100      | 80       | 40       | 220    |
| 3             | Jan Bláha       | 80       | 45       | 80       | 205    |

| Rang          | Nom                 | Course 1 | Course 2 | Course 3 | Points |
| ------------- | ------------------- | -------- | -------- | -------- | ------ |
| Médaille d'or | Janina Saxer-Juszko | 100      | 100      | 100      | 300    |
| 2             | Anne Buckley        | 80       | 50       | 80       | 210    |
| 3             | Carolina Reiber     | 40       | 60       | 45       | 145    |